# Велика різниця по-українськи
Вели́ка різни́ця по-украї́нськи — пародійне шоу каналу Інтер. Українська версія програми «Велика різниця». Раніше виходило на каналах ICTV та 1+1. На каналах ТЕТ, НТН та Zoom транслюються повторні випуски, також в 2015 році Zoom показав дві збірки пародій 2013 року, що не вийшли.
Ведуть програму телеведучі російської «Великої різниці» — Іван Ургант і Олександр Цекало.

## Актори
- Анастасія Коротка — образи: Катерина Осадча, Наталія Могилевська, Оксана Байрак, Даша Астаф'єва, Надія Мейхер, Сніжана Єгорова, Ірина Білик, Ангеліна Завальська, Таїсія Повалій, Альона Вінницька, Марія Єфросініна.
- Сергій Бурунов — образи: Потап.
- Кирило Андрєєв — образи: Андрій Доманський, Араміс, Сергій Притула, EL Кравчук, Адольф Гітлер, Андре Тан, Віталій Козловський.
- Олена Матюшенко — образи: Алла Пугачова, Міс Марпл, Руслана Писанка, Єлизавета II, Лоліта Мілявська.
- Віктор Андрієнко — образи: Тарас Бульба, Богдан Бенюк, Тарас Шевченко, Костянтин Меладзе, Гарік Кричевський, Леонід Брежнєв, Савік Шустер, Володимир Бебешко, Іван IV Грозний, Леонід Кучма.
- Юлія Домашець — образи: Оксана Самойлова, Інна Білоконь, Жанна Агузарова.
- Назар Задніпровський — образи: Олексій Литвинов, Михайло Поплавський, Мойсей, Григорій Суркіс, Портос, Борис Бурда, Олег Скрипка, Роман Віктюк, Валерія Новодворська, Елтон Джон, Сильвестр Сталлоне, Віктор Ющенко, Олександр Пономарьов, Павло Зібров, Віктор Бронюк, Володимир Гришко, Йосип Сталін, Мірча Луческу, Стівен Сігал, Йосип Кобзон, Сергій Жуков, Петро Порошенко.
- Наталія Гнітій — образи: Регіна Дубовицька, Барбара Брильська.
- Юрій Соса — образи: Володимир Зеленський, Андрій Данилко, Том Круз, Олександр Педан, Юрій Горбунов, Олександр Сидоренко, Костянтин Грубич, Джої Тріббіані, Наполеон, Стас Шурінс, Олександр Ткаченко.
- Яна Глущенко — образи: Лілія Ребрик, Слава Фролова, Тіна Кароль, Єва Бушміна, Віра Брежнєва, Ріанна, Алібі.
- Андрій Бєдняков — образи: Дмитро Танкович, Дмитро Коляденко, Андрій Шевченко, Святослав Вакарчук, Віталій Козловський, Сергій Звєрев, Джеймс Кемерон, Олександр Пушкін, Джонні Депп, д'Артаньян, Валід Арфуш, Алан Бадоєв, Бред Пітт, Владислав Ващук.
- Анна Терещенко — образи: Ані Лорак, Анастасія Заворотнюк, Вікторія Смеюха, Міка Ньютон.
- Георгій Куц — образи: Віталій Кличко, Сергій Глушко.
- Ольга Голдис — образи: Тетяна Денисова, Василіса Фролова, Ольга Фреймут, Альбіна Джанабаєва, Ольга Сумська, Рейчел Карен Грін, Гайтана, Світлана Лобода, Слава Камінська, Мілла Йовович.
- Костянтин Октябрський — образи: Борис Апрєль, Олексій Михайличенко, Володимир Дантес, Микола Гоголь, Гамлет, Лері Вінн, Юрій Нікітін, Олег Собчук, Мурік.
- Олександр Чмихалов  — образи: Андрій Куликов, Арсен Мірзоян, Артем Мілевський, Олексій Душка, Олександр Пікалов, Андрій Бєдняков, Іван Ургант, Андрій Шевченко, Семен Лобанов (Олександр Ільїн), Сергій Глушко, Ілля Сафронов, Хан Соло.
- Вікторія Булітко — образи: Наталія Гордієнко, Ірма Вітовська.
- Ігор Арнаутов — образи: Віктор Янукович.
- Світлана Смирнова
- Андрій Бурлуцький — образи: Ігор Кондратюк, Володимир Маяковський.
- В'ячеслав Гіндін
- Тетяна Довгополова
- Ігор Мірошниченко
- Аліна Циба
- Микола Світлицький
- Ігор Маринюк

## Нагороди
- 2010 рік, Телетріумф — перемога у номінації «Гумористична програма».[6]
- 2011 рік, Телетріумф — перемога у номінації «Гумористична програма».[6]

## Цікаві факти
- У різних випусках разом з артистами групи «Велика різниця по-українськи» пародії виконували артисти з російської «Великої різниці».
- Віктор Андрієнко є постійним актором української та російської «Великої різниці».
- Олена Матюшенко, яка виконала в російській «Великій різниці» пародію на Аллу Пугачову, є постійною актрисою української «Великої різниці».
- Пародія на програму «Teen Time» (10 випуск) стала найкоротшою пародією за всю історію існування «Великої різниці». Вона тривала рівно 16 секунд.
- У 8 випуску, у пародії на новорічні вечори брав участь рідний брат Олександра Цекало — український актор Віктор Цекало.
- Найбільшу кількість пародій зроблено на Дискотеку 90-х (14, 21, 27, 28 та 30 випуски).